# Anolis porcus
Anolis porcus (східний бородатий аноліс) — вид ігуаноподібних ящірок родини анолісових (Dactyloidae). Ендемік Куби.

## Поширення і екологія
Східні бородаті аноліси мешкають на сході Куби. Вони живуть в тропічних лісах, трапляються на кавових плантаціях. Зустрічаються на висоті до 600 м над рівнем моря.